# Rovagnate
Rovagnate – miejscowość i gmina we Włoszech, w regionie Lombardia, w prowincji Lecco.
Według danych na rok 2004 gminę zamieszkiwało 2569 osób, 642,2 os./km².